# Вулиці Прилук
Список вулиць і площ  Прилук.

## Вулиці

### 0—9
- 1 Травня вулиця
- 18 Вересня вулиця
- 30-річчя Перемоги вулиця
- 8 Березня вулиця

### А
- Авіаторів вулиця
- Авіації вулиця
- Алгазіна вулиця
- Андріївська вулиця
- Аерофлотська вулиця

### Б
- Білецького-Носенка вулиця
- Берегова вулиця
- Берегова Рута вулиця
- Боброва вулиця
- Богдана Хмельницького вулиця
- Богунська вулиця
- Будівельників вулиця

### В
- Вавілова вулиця
- Валентина вулиця
- Валова вулиця
- Варвинська вулиця
- Ветеранська вулиця
- Вокзальна вулиця
- Володимира Симиренка вулиця
- Волошиновська вулиця

### Г
- Галаганівська вулиця
- Гімназична вулиця
- Гнідаша вулиця
- Гоголя вулиця
- Голубовська вулиця
- Героїв Крут вулиця
- Гетьмана Сагайдачного вулиця
- Григорія Сковороди вулиця
- Грушевського вулиця
- Густинська вулиця

### Д
- Данчича вулиця
- Дачна вулиця
- Дідовська вулиця
- Дмитра Шкоропада вулиця
- Добролюбова вулиця
- Добросусідська вулиця
- Дружби Народів вулиця
- Дубинського вулиця
- Дубогаївська вулиця

### Є
- Євгена Коновальця вулиця
- Європейська вулиця

### Ж
- Ждановича вулиця
- Житня вулиця
- Журавська вулиця

### З
- Залізнична вулиця
- Замостянська вулиця
- Західна вулиця
- Зелена вулиця
- Земська вулиця
- Зеньковича вулиця

### І
- Івана Мазепи вулиця
- Івана Мельниченка вулиця
- Івана Скоропадського вулиця
- Іванівська вулиця
- Івківська вулиця
- Індустріальна вулиця
- Інтернаціоналістів вулиця
- Іоасафа Білгородського вулиця

### К
- Козача вулиця
- Козача 2-я вулиця
- Кар'єрна вулиця
- Квашинська вулиця
- Квітнева вулиця
- Київська вулиця
- Климачівська вулиця
- Ковалевська вулиця
- Колективна вулиця
- Комунальна вулиця
- Копилівська вулиця
- Короленко вулиця
- Котляревського вулиця
- Коцюбинського вулиця
- Кругова вулиця

### Л
- Ладанська вулиця
- Лермонтова вулиця
- Лесі Українки вулиця
- Лісова вулиця
- Лісовської вулиця
- Лохвицька вулиця
- Лугова вулиця
- Любові Забашти вулиця
- Льва Толстого вулиця

### М
- Макаренка вулиця
- Малківська вулиця
- Маслова вулиця
- Мединська вулиця
- Межева вулиця
- Миколаївська вулиця
- Миколи Андріяшева вулиця
- Миколи Костомарова вулиця
- Миколи Маркевича вулиця
- Миколи Міхновського вулиця
- Миколи Яковченка вулиця
- Миру вулиця
- Михайлівська вулиця
- Могилевського вулиця
- Молодіжна вулиця

### Н
- Набережна вулиця
- Ніжинська вулиця
- Незалежності вулиця
- Незалежності вулиця (Рокітне)
- Нафтовиків вулиця
- Нечуя-Левицького вулиця
- Низова вулиця
- Нова вулиця

### О
- Олега Кошового вулиця
- Олександра Івахненка вулиця
- Ольги Кобилянської вулиця
- Оранжерейна вулиця
- Осипа Бодянського вулиця (колишня Артема)
- Осипенко вулиця

### П
- Панченка вулиця
- Паризької Комуни вулиця
- Паркова вулиця
- Партизанська вулиця
- Перемоги вулиця
- Петра Дорошенка вулиця
- Петропавлівська вулиця
- Пилипа Орлика вулиця
- Пирогівська вулиця (колишня Бабушкіна)
- Пирятинська вулиця
- Південна вулиця
- Південна 2-а вулиця
- Підлісна вулиця
- Піщана вулиця
- Плискунівська вулиця
- Польова вулиця
- Половецька вулиця
- Полтавська вулиця
- Промислова вулиця
- Пушкіна вулиця

### Р
- Ракітна вулиця
- Раскової вулиця
- Родини Горленків вулиця
- Руська вулиця

### С
- Садова вулиця
- Саксаганського вулиця
- Сєрова вулиця
- Січових Стрільців вулиця
- Соборна вулиця
- Сорочинська вулиця
- Спартака вулиця
- Степна вулиця
- Сухоярівська вулиця
- Східна вулиця

### Т
- Тимирязєва вулиця
- Тополина вулиця
- Трубарівська вулиця
- Тургенєва вулиця

### Ф
- Фабрична вулиця
- Франка вулиця

### Х
- Хуторянська вулиця

### Ч
- Чайковського вулиця
- Челюскинців вулиця
- Чехова вулиця
- Чкалова вулиця

### Ш
- Шарапівська вулиця
- Шевченка вулиця
- Шкільна вулиця

### Ю
- Юрія Гагаріна вулиця
- Юрія Коптєва (колишня Переяславська) вулиця

### Я
- Яблуневська вулиця
- Яготинська вулиця
- Ярмаркова вулиця

## Провулки

### 0-9, А-Б
- 1 Травня 1-й провулок
- 1 Травня 2-й провулок
- 18 Вересня провулок
- 5 Грудня провулок
- 8 Березня 2-й провулок
- Андріївський провулок
- Андріївський 2-й провулок
- Боброва 1-й провулок
- Боброва 2-й провулок
- Богунський 1-й провулок
- Богунський 2-й провулок
- Лікарняний провулок

### В-Ж
- Ветеранський провулок
- Військовий провулок
- Волошинівський провулок
- Гастелло провулок
- провулок Героїв Крут
- провулок Гетьмана Сагайдачного
- Гімназичний 1-й провулок
- Гімназичний 2-й провулок
- Гімназичний 3-й провулок
- Густинський провулок
- Дослідний 1-й провулок
- Дослідний 2-й провулок
- Дослідний 3-й провулок
- Дослідний 4-й провулок
- провулок Житній
- Жуковського провулок

### З-Й
- Заводський провулок
- Залізничний провулок
- Замостянський 1-й провулок
- Замостянський 2-й провулок
- Замостянський 3-й провулок
- Замостянський 4-й провулок
- провулок Затишний
- Зелений 1-й провулок
- Зелений 2-й провулок
- Зенковича провулок
- провулок Івана Мазепи
- 1-й провулок Івана Скоропадського
- 2-й провулок Івана Скоропадського
- Іванівський 1-й провулок
- Іванівський 2-й провулок
- Іподромний провулок

### К-Л
- провулок Квашинський
- Ковальський провулок
- Костянтинівський 1-й провулок
- Костянтинівський 2-й провулок
- Костянтинівський 3-й провулок
- Коробова провулок
- Котляревського провулок
- Котляревського провулок
- Коцюбинського 1-й провулок
- Коцюбинського 2-й провулок
- Кошового 1-й провулок
- Кошового 2-й провулок
- Кошового 3-й провулок
- Кошового 4-й провулок
- Кустовський провулок
- Ладанський провулок
- Лермонтова 1-й провулок
- Лермонтова 2-й провулок
- Лермонтова 3-й провулок
- Лесі Українки провулок
- провулок Любові Забашти

### М-О
- провулок Мединський
- Межевий 1-й провулок
- Межевий 2-й провулок
- Межевий 3-й провулок
- провулок Миколи Андріяшева
- провулок Миколи Костомарова
- провулок Миколи Міхновського
- Михайлівський провулок
- Молодіжний 1-й провулок
- Молодіжний 2-й провулок
- Молодіжний 3-й провулок
- Молодіжний 4-й провулок
- Муховський провулок
- Набережний провулок
- Некрасова провулок
- Ніжинський провулок
- Низовий провулок
- Огородний провулок
- провулок Олександра Івахненка
- 1-й провулок Оранжерейний
- 2-й провулок Оранжерейний

### П-С
- провулок Павленків Яр
- Паризької Комуни 1-й провулок
- Паризької Комуни 2-й провулок
- провулок Парковий
- Партизанський провулок
- провулок Петра Дорошенка
- 1-й провулок Петропавлівський
- 2-й провулок Петропавлівський
- провулок Пилипа Орлика
- Пирогівський 1-й провулок
- Пирогівський 2-й провулок
- Пирятинський провулок
- Південний провулок
- Північний провулок
- Піщаний провулок
- Польовий провулок
- Прирічний провулок
- Прорізний провулок
- Пушкіна 1-й провулок
- Пушкіна 2-й провулок
- Ракітний 1-й провулок
- Ракітний 2-й провулок
- провулок Родини Горленків
- Руський провулок
- Садовий провулок
- Саксаганського провулок
- провулок Січових Стрільців
- Сєрова провулок
- Соборний 1-й провулок
- Соборний 2-й провулок
- провулок Сорочинський
- Сосновий провулок
- Змагання 1-й провулок
- Змагання 2-й провулок
- Змагання 3-й провулок
- Східний провулок
- Східний 1-й провулок
- Східний 2-й провулок

### Т-Ю
- Тютюновий провулок
- Тімірязєва провулок
- Трубаровський провулок
- Трудовий провулок
- Тургенєва провулок
- Удайський 1-й провулок
- Удайський 2-й провулок
- Удайський 3-й провулок
- Фабричний провулок
- Фізкультурника провулок
- Франка провулок
- Чайковського провулок
- Чехова 1-й провулок
- Чехова 2-й провулок
- Чехова 3-й провулок
- Чехова 4-й провулок
- Чкалова провулок
- Шевченка 1-й провулок
- Шевченка 2-й провулок

## В'їзди
- 18 Вересня в'їзд
- Андріївський в'їзд
- Опанасівський в'їзд
- Береговий 1-й в'їзд
- Береговий 2-й в'їзд
- Береговий 3-й в'їзд
- Білгородського 1-й в'їзд
- Білгородського 2-й в'їзд
- Богунський 1-й в'їзд
- Богунський 2-й в'їзд
- Величківський в'їзд
- Вишневий 1-й в'їзд
- Вишневий 2-й в'їзд
- Військовий в'їзд
- 1-й в'їзд Гвардійський
- 2-й в'їзд Гвардійський
- в'їзд Гетьмана Сагайдачного
- 1-й в'їзд Гетьмана Сагайдачного
- 2-й в'їзд Гетьмана Сагайдачного
- 3-й в'їзд Гетьмана Сагайдачного
- 4-й в'їзд Гетьмана Сагайдачного
- 5-й в'їзд Гетьмана Сагайдачного
- 6-й в'їзд Гетьмана Сагайдачного
- 7-й в'їзд Гетьмана Сагайдачного
- Гоголя 1-й в'їзд
- Гоголя 2-й в'їзд
- Гоголя 3-й в'їзд
- Гоголя 4-й в'їзд
- Гоголя 5-й в'їзд
- Гостинний 1-й в'їзд
- Гостинний 2-й в'їзд
- Густинський в'їзд
- в'їзд Житній
- в'їзд Івана Скоропадського
- Квашинський в'їзд
- 2-й в'їзд Квашинський
- Козачий в'їзд
- Цегельний в'їзд
- Конотопський в'їзд
- Костянтинівський в'їзд
- Костянтинівський 1-й в'їзд
- Котляревського в'їзд
- Лапинський в'їзд
- Миколаївський 1-й в'їзд
- Миколаївський 2-й в'їзд
- в'їзд Парковий
- в'їзд Петропавлівський
- Польовий в'їзд
- Ракітний в'їзд
- Саксаганського в'їзд
- Тупий в'їзд
- Удайський 2-й в'їзд
- Челюскінців в'їзд
- 1-й в'їзд Шарапівський
- 2-й в'їзд Шарапівський
- Ярмарковий 1-й в'їзд

## Площі
- Іоасафа Білгородського площа
- Привокзальна площа
- Соборна площа
- Театральна площа
- Центральна площа